# Rovin
La Rovin è stata una casa automobilistica e motociclistica francese, in attività dal 1921 al 1959.

## Storia

### La fase pre-bellica come costruttore motociclistico

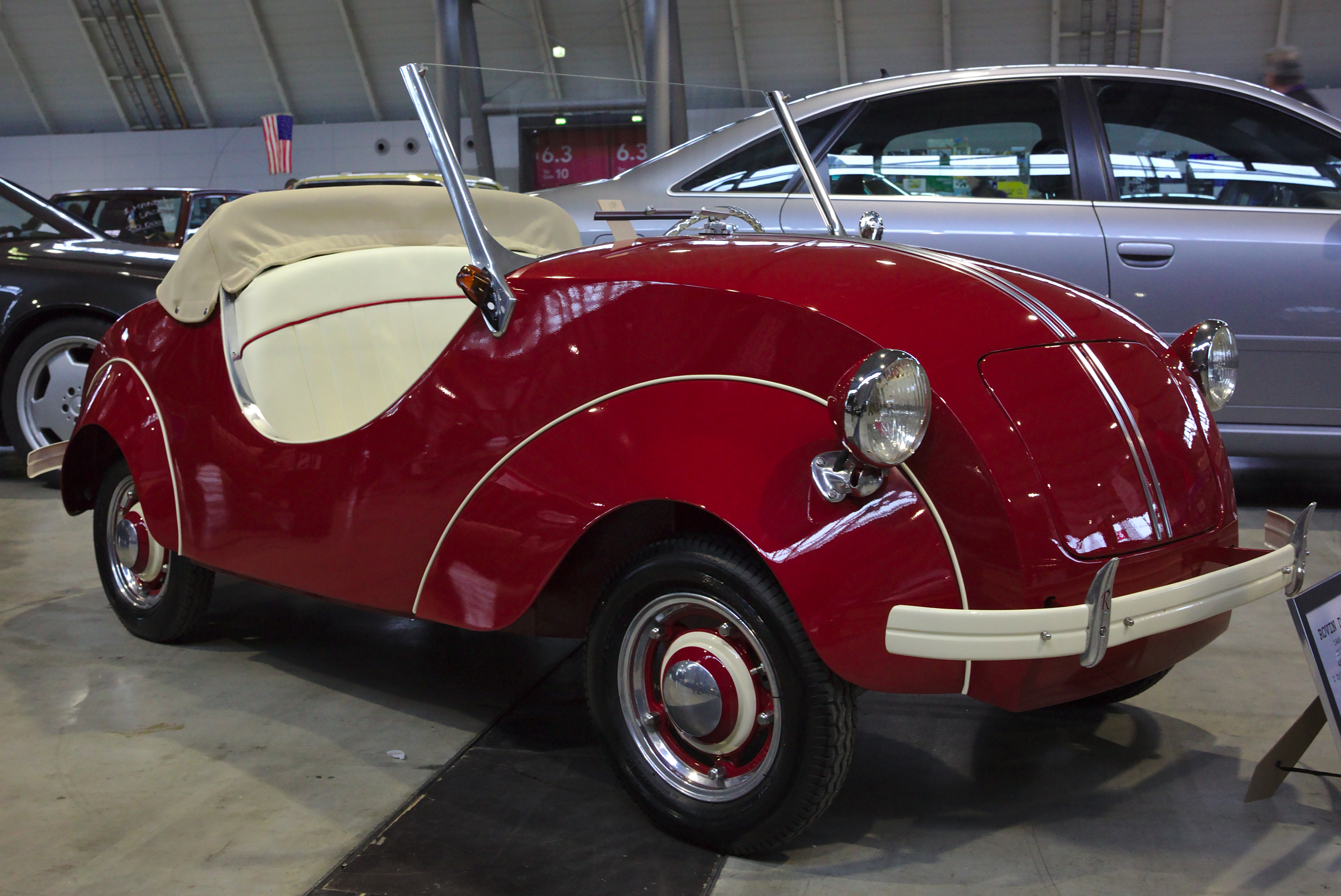
Rovin D2 del 1949

La Rovin venne fondata nel 1921 in boulevard de Valmy 14 a Colombes, una cittadina alle porte di Parigi, dall'ingegnere franco-ispanico Raoul Pegulu, marchese di Rovin e pilota di talento, che si prefiggeva lo scopo di costruire motociclette, sfruttando la notorietà ottenuta sui campi di gara.
Anche le sue moto si dimostrano subito competitive, conquistando la vittoria nella classe 350 al Bol d'or del 1923 e altre 5 vittorie di classe, nelle cilindrate minori, dal 1924 al 1930. In breve tempo la piccola attività prospera e il proprietario si trova a gestire, con paritaria soddisfazione, l'attività sportiva e quella imprenditoriale. Dopo una breve parentesi come pilota aeronautico, Raoul comincia a correre con le automobili e, in conseguenza, anche l'attività dell'officina si adegua, iniziando la costruzione di veicoli a tre e quattro ruote, dotati di propulsori di tipo motociclistico.

### Il dopoguerra e le microvetture

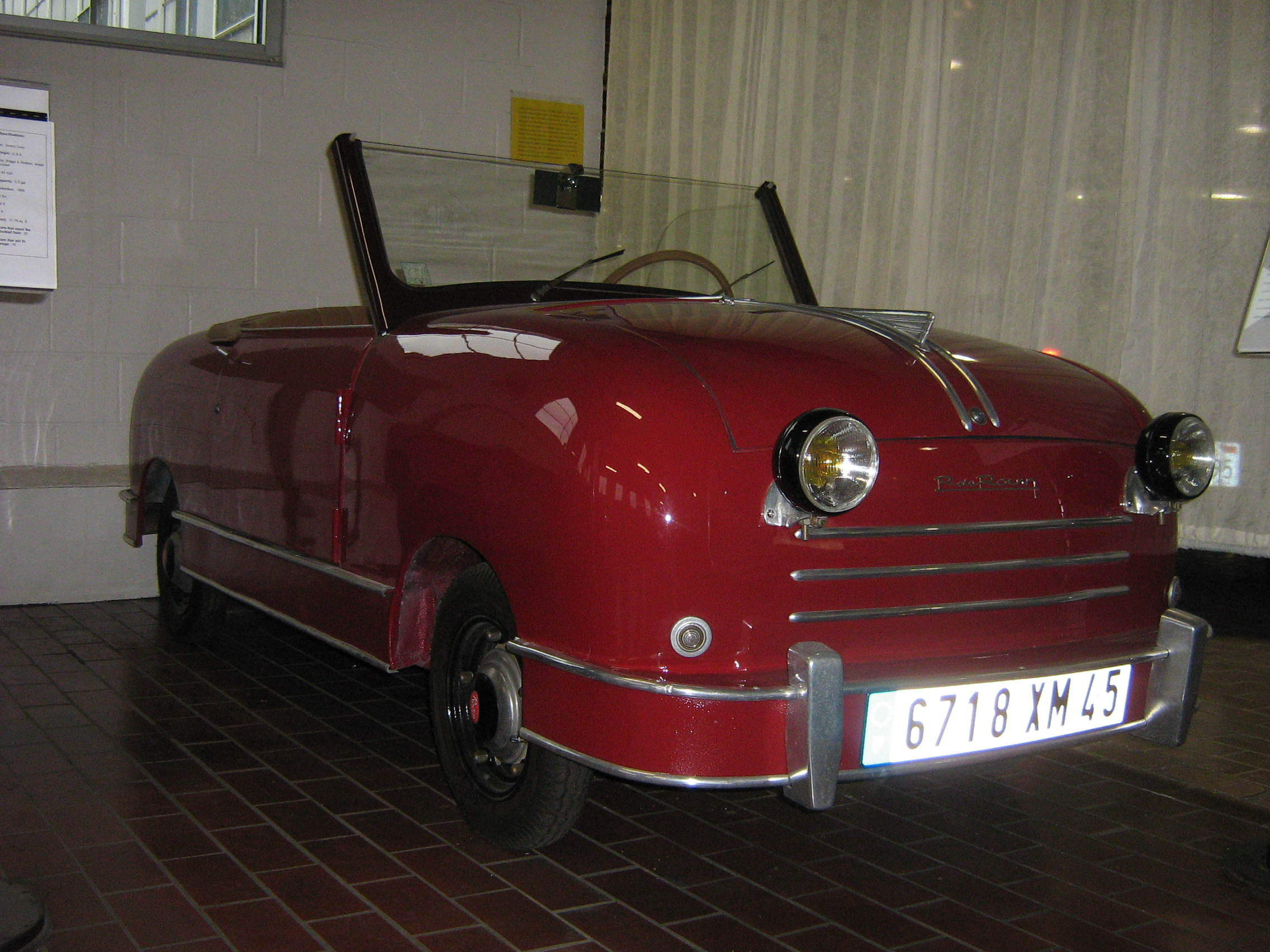
Rovin D4 del 1953

Dopo la sospensione produttiva dovuta al periodo bellico, l'attività di costruttore venne ripresa dal fratello Robert che intendeva realizzare un veicolo a due posti, particolarmente economico. Nell'immediato dopoguerra, la forte ripresa economica dei paesi coinvolti nel conflitto e la concitata movimentazione di uomini e materiali necessari alla ricostruzione, facevano prevedere una nuova tipologia di clientela tra coloro che avevano l'esigenza di possedere un'automobile, ma ancora non potevano permettersela. Il veicolo ideale da proporre, quindi, era una microvettura provvista del minimo indispensabile per potersi muovere, semplice nella meccanica, costosa come una moto e altrettanto affidabile.
Il primo prototipo fu esposto al Salone di Parigi del 1946, era denominato D1, era una piccolissima spider senza porte, ed era equipaggiato da un monocilindrico da 260 cm³ in grado di erogare una potenza massima di 6,5 CV. Era una vettura leggerissima e di ridotte dimensioni: ciò bastò a permettere alla vetturetta di raggiungere i 70 km/h di velocità massima. Era dotata di cambio a 3 marce e di un solo faro centrale anteriore. La produzione vera e propria fu avviata nel 1947 con il lancio della D2, una versione aggiornata del prototipo D1. Ferma restando la carrozzeria aperta a due posti e l'assenza di porte, la D2 cambiò in molti altri aspetti. I fari anteriori erano due e le dimensioni erano maggiori, passando dagli originari 2,53 m di lunghezza a 2,80. La Rovin cominciò a suscitare interesse presso il pubblico. Anche il motore cambiò, essendo stavolta un bicilindrico da 425 cm³ raffreddato ad acqua, con distribuzione a valvole laterali. La potenza massima crebbe a 10 CV. Fu prodotta solamente per un anno e la sua produzione avvenne presso lo stabilimento Delaunay-Belleville di Saint-Denis.
Al Salone di Parigi del 1948, infatti, avvenne il lancio della D3,che aveva l'aspetto di una vettura più seria e non più quello di una vettura giocattolo. Era più lunga di 26 cm rispetto alla D2 e il motore, rimasto lo stesso, passò da 10 a 11 CV. La velocità massima salì invece a 75 km/h.
Nel 1950 arrivò la D4, dotata di un motore da 462 cm³, sempre a valvole laterali ed in grado di erogare 13 CV di potenza massima. Prodotta per alcuni anni, riscosse un buon successo rispetto alla media dei costruttori di microvetture. La produzione della D4 terminò già nel 1953, ma l'azienda non chiuse immediatamente, bensì solo nel 1959, una volta tramontata definitivamente l'epoca delle microvetture.